# Campeonato Europeo de Baloncesto Femenino Sub-20 de 2018
El Campeonato Europeo Sub-20 de Baloncesto Femenino de 2018 fue la decimoséptima edición del campeonato europeo de baloncesto para selecciones nacionales femeninas sub-20. El campeonato se jugó en Sopron, Hungría, del 7 al 15 de julio de 2018, con 16 selecciones participantes. La Selección femenina de baloncesto de España ganó el torneo, obteniendo su octavo título. 

## Equipos participantes
Tras el descenso en la edición de 2017 de Lituania, Turquía y Bosnia y Herzegovina, ascendieron Alemania, como ganadora de la División B del Campeonato Europeo de Baloncesto Femenino Sub-20 de 2017, Eslovaquia, como subcampeona de la misma, e Croacia, como la tercera clasificada.
- Alemania(1º)
- Bélgica
- Croacia(3º)
- Eslovaquia(2º)
- Eslovenia
- España
- Francia
- Hungría
- Italia
- Letonia
- Países Bajos
- Polonia
- Portugal
- Rusia
- Serbia
- Suecia

## Organización

### Sedes
| Sopron           |
| Sopron           |
| Aréna Sopron     |
| Capacidad: 2 100 |
|                  |

### Sorteo de grupos
Los grupos quedaron distribuidos de la siguiente forma:
| Grupo A                         | Grupo B                          | Grupo C                             | Grupo D                              |
| ------------------------------- | -------------------------------- | ----------------------------------- | ------------------------------------ |
| Alemania Eslovenia Rusia Serbia | Eslovaquia Francia Italia Suecia | Croacia Hungría (H) Letonia Polonia | Bélgica España Países Bajos Portugal |

### Formato
Fase de grupos
En la primera ronda, los equipos se dividieron en cuatro grupos de cuatro equipos cada uno. Todos los equipos avanzan a los playoffs.
Playoffs
Los equipos se enfrentan entre sí (A1-B4, A2-B3, A3-B2 y A4-B1 y C1-D4, C2-D3, C3-D2 y C4-D1). Los ganadores de cada enfrentamiento pasan a cuartos de final, y los perdedores, al cuadro por el 9.º-16.º lugar. En cuartos de final, los ganadores avanzan a semifinales, y los perdedores, al cuadro por el 5.º-8.º puesto.

## Fase de grupos
Todos los horarios corresponden al huso horario local (hora de verano de Europa Central – UTC+2).

### Grupo A
| Pos. | Equipo    | PJ | G | P | PF  | PC  | DP  | Pts |
| ---- | --------- | -- | - | - | --- | --- | --- | --- |
| 1    | Rusia     | 3  | 2 | 1 | 218 | 214 | +4  | 5   |
| 2    | Serbia    | 3  | 2 | 1 | 206 | 204 | +2  | 5   |
| 3    | Alemania  | 3  | 1 | 2 | 213 | 208 | +5  | 4   |
| 4    | Eslovenia | 3  | 1 | 2 | 214 | 225 | −11 | 4   |

 Fuente: FIBA
Notas:
1. 1 2  Rusia 75–63 Serbia
2. 1 2  Alemania 82–65 Eslovenia

Jornada 1
| 7 de julio | Alemania                                                | 67–72                                 | Rusia                                                    | Sopron                                                                                                |  |
| 13:00      | Parciales: 16–16, 15–12, 24–12, 12–28                   | Parciales: 16–16, 15–12, 24–12, 12–28 | Parciales: 16–16, 15–12, 24–12, 12–28                    | |  |
|            | Estadísticas Sabally 19 Sabally 16 Sabally 6 Sabally 27 | Reporte Pts Reb Asts Val              | Estadísticas 17 Cheren 8 Zotkina 5 Nuritdinova 18 Cheren | Pabellón: Aréna Sopron Asistencia: 50 espectadores Árbitros: Jelena Tomic Michał Proc Martin van Hoye |  |

| 7 de julio | Eslovenia                                                     | 65–72                                | Serbia                                                | Sopron |  |
| 17:30      | Parciales: 19–24, 20–19, 9–12, 17–17                          | Parciales: 19–24, 20–19, 9–12, 17–17 | Parciales: 19–24, 20–19, 9–12, 17–17                  | |  |
|            | Estadísticas Krošelj 20 Einfalt, Pamić 4 Krošelj 9 Krošelj 22 | Reporte Pts Reb Asts Val             | Estadísticas 18 Đorđević 9 Raca 3 Turudic 18 Đorđević | Pabellón: Aréna Sopron Asistencia: 50 espectadores Árbitros: Kerem Baki Aliaksandr Syrytsa Esperanza Mendoza |  |

Jornada 2
| 8 de julio | Serbia                                                 | 71–64                                 | Alemania                                                      | Sopron |  |
| 13:30      | Parciales: 20–15, 17–16, 22–15, 12–18                  | Parciales: 20–15, 17–16, 22–15, 12–18 | Parciales: 20–15, 17–16, 22–15, 12–18                         | |  |
|            | Estadísticas Naumčev 19 Naumčev 6 Katanić 5 Naumčev 26 | Reporte Pts Reb Asts Val              | Estadísticas 29 Sabally 8 Sabally 3 tres jugadoras 32 Sabally | Pabellón: Aréna Sopron Asistencia: 100 espectadores Árbitros: Andris Aunkrogers Alfred Jovovic Mila Cavara |  |

| 8 de julio | Rusia                                                    | 71–84                                 | Eslovenia                                                 | Sopron |  |
| 20:15      | Parciales: 13–25, 18–24, 18–18, 22–17                    | Parciales: 13–25, 18–24, 18–18, 22–17 | Parciales: 13–25, 18–24, 18–18, 22–17                     | |  |
|            | Estadísticas Cheren 18 Cheren 13 Nuritdinova 4 Cheren 22 | Reporte Pts Reb Asts Val              | Estadísticas 37 Friškovec 8 Goršič 4 Krošelj 36 Friškovec | Pabellón: Aréna Sopron Asistencia: 100 espectadores Árbitros: Ciprian Stoica Jelena Tomic Bert van Slooten |  |

Jornada 3
| 9 de julio | Eslovenia                                              | 65–82                                 | Alemania                                               | Sopron |  |
| 15:15      | Parciales: 23–26, 11–16, 20–19, 11–21                  | Parciales: 23–26, 11–16, 20–19, 11–21 | Parciales: 23–26, 11–16, 20–19, 11–21                  | |  |
|            | Estadísticas Friškovec 17 Gorsic 7 Krošelj 5 Gorsic 21 | Reporte Pts Reb Asts Val              | Estadísticas 24 Simon 13 Sabally 3 Schinkel 27 Sabally | Pabellón: Aréna Sopron Asistencia: 100 espectadores Árbitros: Aliaksandr Syrytsa Tamas Földhazi Jelena Tomic |  |

| 9 de julio | Rusia                                                       | 75–63                                 | Serbia                                           | Sopron |  |
| 17:30      | Parciales: 21–21, 27–12, 11–10, 16–20                       | Parciales: 21–21, 27–12, 11–10, 16–20 | Parciales: 21–21, 27–12, 11–10, 16–20            | |  |
|            | Estadísticas Zavialova 13 Zaitceva 10 Nuritdinova 7 Ogun 15 | Reporte Pts Reb Asts Val              | Estadísticas 24 Turudic 8 Raca 7 Katanić 25 Raca | Pabellón: Aréna Sopron Asistencia: 100 espectadores Árbitros: Kerem Baki Alessandro Perciavalle Sonia Teixeira |  |

### Grupo B
| Pos. | Equipo     | PJ | G | P | PF  | PC  | DP  | Pts |
| ---- | ---------- | -- | - | - | --- | --- | --- | --- |
| 1    | Italia     | 3  | 3 | 0 | 200 | 148 | +52 | 6   |
| 2    | Francia    | 3  | 2 | 1 | 208 | 154 | +54 | 5   |
| 3    | Eslovaquia | 3  | 1 | 2 | 146 | 188 | −42 | 4   |
| 4    | Suecia     | 3  | 0 | 3 | 146 | 210 | −64 | 3   |

 Fuente: FIBA
Jornada 1
| 7 de julio | Suecia                                                                    | 36–74                              | Francia                                                         | Sopron |  |
| 13:30      | Parciales: 8–11, 9–24, 12–20, 7–19                                        | Parciales: 8–11, 9–24, 12–20, 7–19 | Parciales: 8–11, 9–24, 12–20, 7–19                              | |  |
|            | Estadísticas Hjern 9 Lundquist, Haegerstrand 5 Lundquist 2 Haegerstrand 6 | Reporte Pts Reb Asts Val           | Estadísticas 14 Mbandu 11 Foppossi 3 tres jugadoras 19 Foppossi | Pabellón: Aréna Sopron Asistencia: 50 espectadores Árbitros: Sonia Teixeira Alfred Jovovic Piotr Ivashkov |  |

| 7 de julio | Italia                                              | 58–34                              | Eslovaquia                                                         | Sopron |  |
| 19:45      | Parciales: 13–8, 17–12, 17–6, 11–8                  | Parciales: 13–8, 17–12, 17–6, 11–8 | Parciales: 13–8, 17–12, 17–6, 11–8                                 | |  |
|            | Estadísticas Trucco 17 Andrè 9 Togliani 4 Trucco 24 | Reporte Pts Reb Asts Val           | Estadísticas 8 Kováčiková 10 Kováčiková 3 Kováčiková 14 Kováčiková | Pabellón: Aréna Sopron Asistencia: 100 espectadores Árbitros: Jelena Smiljanic Andris Aunkrogers Bert van Slooten |  |

Jornada 2
| 8 de julio | Eslovaquia                                                          | 70–65                                 | Suecia                                                            | Sopron |  |
| 15:15      | Parciales: 15–21, 17–12, 20–21, 18–11                               | Parciales: 15–21, 17–12, 20–21, 18–11 | Parciales: 15–21, 17–12, 20–21, 18–11                             | |  |
|            | Estadísticas Kováčiková 21 Kováčiková 10 Kováčiková 7 Kováčiková 33 | Reporte Pts Reb Asts Val              | Estadísticas 14 Lundquist 7 Haegerstrand 7 Lundquist 15 Lundquist | Pabellón: Aréna Sopron Asistencia: 50 espectadores Árbitros: Vladimir Jevtovic Milosav Kaluđerović Micaela Prado |  |

| 8 de julio | Francia                                        | 69–76                                 | Italia                                                                | Sopron |  |
| 19:45      | Parciales: 20–17, 18–11, 17–23, 14–25          | Parciales: 20–17, 18–11, 17–23, 14–25 | Parciales: 20–17, 18–11, 17–23, 14–25                                 | |  |
|            | Estadísticas Pouye 19 Tadić 7 Pouye 4 Tadić 15 | Reporte Pts Reb Asts Val              | Estadísticas 16 Cubaj 5 cuatro jugadoras 4 Togliani, Fassina 19 Cubaj | Pabellón: Aréna Sopron Asistencia: 100 espectadores Árbitros: Aliaksandr Syrytsa Sonia Teixeira Martin van Hoye |  |

Jornada 3
| 9 de julio | Italia                                                       | 66–45                               | Suecia                                                               | Sopron |  |
| 15:45      | Parciales: 11–14, 9–4, 27–12, 19–15                          | Parciales: 11–14, 9–4, 27–12, 19–15 | Parciales: 11–14, 9–4, 27–12, 19–15                                  | |  |
|            | Estadísticas Fassina 19 Cubaj, Andrè 7 Togliani 6 Fassina 17 | Reporte Pts Reb Asts Val            | Estadísticas 8 Bittar, Hjern 6 Haegerstrand 3 Bittar 11 Haegerstrand | Pabellón: Aréna Sopron Asistencia: 100 espectadores Árbitros: Milosav Kaluđerović Ciprian Stoica Micaela Prado |  |

| 9 de julio | Francia                                                  | 65–42                              | Eslovaquia                                                        | Sopron |  |
| 20:15      | Parciales: 22–20, 14–8, 13–7, 16–7                       | Parciales: 22–20, 14–8, 13–7, 16–7 | Parciales: 22–20, 14–8, 13–7, 16–7                                | |  |
|            | Estadísticas Pouye 16 Djaldi-Tabdi 9 Foppossi 4 Pouye 15 | Reporte Pts Reb Asts Val           | Estadísticas 11 Kováčiková 7 Svetlíková 3 Kováčiková 8 Kováčiková | Pabellón: Aréna Sopron Asistencia: 50 espectadores Árbitros: Elena Chernova Alfred Jovovic Vladimir Jevtovic |  |

### Grupo C
| Pos. | Equipo  | PJ | G | P | PF  | PC  | DP  | Pts |
| ---- | ------- | -- | - | - | --- | --- | --- | --- |
| 1    | Hungría | 3  | 3 | 0 | 208 | 138 | +70 | 6   |
| 2    | Letonia | 3  | 2 | 1 | 192 | 188 | +4  | 5   |
| 3    | Polonia | 3  | 1 | 2 | 185 | 210 | −25 | 4   |
| 4    | Croacia | 3  | 0 | 3 | 195 | 244 | −49 | 3   |

 Fuente: FIBA
Jornada 1
| 7 de julio | Polonia                                                                  | 62–70                                 | Letonia                                                           | Sopron |  |
| 15:15      | Parciales: 20–17, 18–15, 10–18, 14–20                                    | Parciales: 20–17, 18–15, 10–18, 14–20 | Parciales: 20–17, 18–15, 10–18, 14–20                             | |  |
|            | Estadísticas Niedźwiedzka 17 Niemojewska 8 Niemojewska 7 Niedźwiedzka 18 | Reporte Pts Reb Asts Val              | Estadísticas 14 Pavelsone 13 Strautmane 4 Pavelsone 20 Strautmane | Pabellón: Aréna Sopron Asistencia: 50 espectadores Árbitros: Mila Čavara Aleksandar Milojević Vladimir Jevtovic |  |

| 7 de julio | Hungría                                               | 86–51                                | Croacia                                                       | Sopron |  |
| 18:00      | Parciales: 29–7, 18–16, 19–14, 20–14                  | Parciales: 29–7, 18–16, 19–14, 20–14 | Parciales: 29–7, 18–16, 19–14, 20–14                          | |  |
|            | Estadísticas Gereben 18 Gereben 8 Studer 9 Gereben 26 | Reporte Pts Reb Asts Val             | Estadísticas 12 Marić, Tadić 9 Mradlj 3 Silov, Tadić 14 Tadić | Pabellón: Aréna Sopron Asistencia: 350 espectadores Árbitros: Elena Chernova Ciprian Stoica Bernard Vassallo |  |

Jornada 2
| 8 de julio | Croacia                                                | 84–87                                 | Polonia                                                                       | Sopron |  |
| 13:00      | Parciales: 23–21, 15–25, 24–13, 22–28                  | Parciales: 23–21, 15–25, 24–13, 22–28 | Parciales: 23–21, 15–25, 24–13, 22–28                                         | |  |
|            | Estadísticas Silov 18 Marić, Molnar 7 Silov 7 Pavić 25 | Reporte Pts Reb Asts Val              | Estadísticas 25 Niełacna 10 Niedźwiedzka 4 Jaworska, Nielacna 24 Niedźwiedzka | Pabellón: Aréna Sopron Asistencia: 150 espectadores Árbitros: Kerem Baki Bernard Vassallo Esperanza Mendoza |  |

| 8 de julio | Letonia                                                         | 51–66                                | Hungría                                          | Sopron |  |
| 18:00      | Parciales: 15–15, 9–16, 15–17, 12–18                            | Parciales: 15–15, 9–16, 15–17, 12–18 | Parciales: 15–15, 9–16, 15–17, 12–18             | |  |
|            | Estadísticas Strautmane 13 tres jugadoras 7 Gertsone 3 Gulbe 14 | Reporte Pts Reb Asts Val             | Estadísticas 20 Gereben 13 Kiss 5 Studer 22 Kiss | Pabellón: Aréna Sopron Asistencia: 800 espectadores Árbitros: Marko Vuckovic Jelena Smiljanić Alessandro Perciavalle |  |

Jornada 3
| 9 de julio | Letonia                                                  | 71–60                                 | Croacia                                                   | Sopron |  |
| 13:30      | Parciales: 19–14, 25–17, 11–16, 16–13                    | Parciales: 19–14, 25–17, 11–16, 16–13 | Parciales: 19–14, 25–17, 11–16, 16–13                     | |  |
|            | Estadísticas Gulbe 25 Strautmane 11 Pavelsone 4 Gulbe 23 | Reporte Pts Reb Asts Val              | Estadísticas 18 Marić 7 Marić 5 Erjavec 12 Marić, Šimunić | Pabellón: Aréna Sopron Asistencia: 50 espectadores Árbitros: Aleksandar Milojevic Martin van Hoye Esperanza Mendoza |  |

| 9 de julio | Hungría                                               | 56–36                             | Polonia                                                              | Sopron |  |
| 18:00      | Parciales: 16–14, 15–8, 18–5, 7–9                     | Parciales: 16–14, 15–8, 18–5, 7–9 | Parciales: 16–14, 15–8, 18–5, 7–9                                    | |  |
|            | Estadísticas Gereben 18 Mérész 11 Studer 6 Gereben 19 | Reporte Pts Reb Asts Val          | Estadísticas 9 Niełacna 6 Stefańczyk, Niełacna 2 Jaworska 6 Niełacna | Pabellón: Aréna Sopron Asistencia: 500 espectadores Árbitros: Mila Čavara Piotr Ivashkov Bert van Slooten |  |

### Grupo D
| Pos. | Equipo       | PJ | G | P | PF  | PC  | DP  | Pts |
| ---- | ------------ | -- | - | - | --- | --- | --- | --- |
| 1    | España       | 3  | 3 | 0 | 213 | 134 | +79 | 6   |
| 2    | Portugal     | 3  | 2 | 1 | 181 | 173 | +8  | 5   |
| 3    | Países Bajos | 3  | 1 | 2 | 199 | 203 | −4  | 4   |
| 4    | Bélgica      | 3  | 0 | 3 | 150 | 233 | −83 | 3   |

 Fuente: FIBA
Jornada 1
| 7 de julio | Portugal                                                                 | 43–57                               | España                                                                    | Sopron |  |
| 15:45      | Parciales: 18–14, 8–13, 7–17, 10–13                                      | Parciales: 18–14, 8–13, 7–17, 10–13 | Parciales: 18–14, 8–13, 7–17, 10–13                                       | |  |
|            | Estadísticas Jordão, Serranho 11 Jordão 9 Serranho 3 Jordão, Serranho 14 | Reporte Pts Reb Asts Val            | Estadísticas 12 Pendande 8 Cáceres 3 Eraunzetamurgil, Ariztimuño 13 Ayuso | Pabellón: Aréna Sopron Asistencia: 100 espectadores Árbitros: Marko Vuckovic Alessandro Perciavalle Marion Ortis |  |

| 7 de julio | Bélgica                                                    | 59–83                                | Países Bajos                                                       | Sopron |  |
| 20:15      | Parciales: 20–21, 14–20, 7–26, 18–16                       | Parciales: 20–21, 14–20, 7–26, 18–16 | Parciales: 20–21, 14–20, 7–26, 18–16                               | |  |
|            | Estadísticas Résimont 20 Résimont 10 Ramette 9 Résimont 24 | Reporte Pts Reb Asts Val             | Estadísticas 28 Westerik 10 Driessen 3 Kuijt, Westerik 29 Westerik | Pabellón: Aréna Sopron Asistencia: 100 espectadores Árbitros: Tamás Földhazi Milosav Kaluđerović Micaela Prado |  |

Jornada 2
| 8 de julio | Países Bajos                                       | 57–65                               | Portugal                                                     | Sopron                                                                                               |  |
| 15:45      | Parciales: 15–25, 8–9, 12–16, 22–15                | Parciales: 15–25, 8–9, 12–16, 22–15 | Parciales: 15–25, 8–9, 12–16, 22–15                          | |  |
|            | Estadísticas Kuijt 18 Droste 10 Hoek 3 Westerik 17 | Reporte Pts Reb Asts Val            | Estadísticas 25 Rodrigues 13 Jordão 4 Rodrigues 25 Rodrigues | Pabellón: Aréna Sopron Asistencia: 50 espectadores Árbitros: Michał Proc Piotr Ivashkov Marion Ortis |  |

| 8 de julio | España                                               | 77–32                              | Bélgica                                               | Sopron |  |
| 17:30      | Parciales: 22–4, 21–7, 14–8, 20–13                   | Parciales: 22–4, 21–7, 14–8, 20–13 | Parciales: 22–4, 21–7, 14–8, 20–13                    | |  |
|            | Estadísticas Sole 13 Cáceres 9 Ariztimuño 7 Ayuso 21 | Reporte Pts Reb Asts Val           | Estadísticas 13 Résimont 7 Devos 3 Ramette 6 Descamps | Pabellón: Aréna Sopron Asistencia: 50 espectadores Árbitros: Aleksandar Milojevic Elena Chernova Tamás Földhazi |  |

Jornada 3
| 9 de julio | Bélgica                                                 | 59–73                               | Portugal                                                | Sopron |  |
| 13:00      | Parciales: 8–25, 10–5, 19–23, 22–20                     | Parciales: 8–25, 10–5, 19–23, 22–20 | Parciales: 8–25, 10–5, 19–23, 22–20                     | |  |
|            | Estadísticas Résimont 19 Devos 7 Résimont 4 Résimont 19 | Reporte Pts Reb Asts Val            | Estadísticas 14 Jordão 8 Rodrigues 5 Serranho 17 Jordão | Pabellón: Aréna Sopron Asistencia: 50 espectadores Árbitros: Andris Aunkrogers Bernard Vassallo Marion Ortis |  |

| 9 de julio | España                                                                         | 79–59                                 | Países Bajos                                                     | Sopron                                                                                                   |  |
| 19:45      | Parciales: 18–25, 26–10, 22–10, 13–14                                          | Parciales: 18–25, 26–10, 22–10, 13–14 | Parciales: 18–25, 26–10, 22–10, 13–14                            | |  |
|            | Estadísticas Barneda 14 Iparraguirre 8 Ayuso, Etxarri, Ariztimuño 5 Etxarri 22 | Reporte Pts Reb Asts Val              | Estadísticas 15 Westerik 7 Hordijk 3 Driessen 12 Kuijt, Westerik | Pabellón: Aréna Sopron Asistencia: 50 espectadores Árbitros: Jelena Smiljanic Marko Vuckovic Michał Proc |  |

## Cuadro final
Todos los horarios corresponden al huso horario local (hora de verano de Europa Central – UTC+2).
|  | Octavos de final | Octavos de final | Octavos de final |              |         | Cuartos de final | Cuartos de final | Cuartos de final |  |              | Semifinales  | Semifinales | Semifinales |              |              | Final        | Final        | Final       |  |
|  | 11 de julio      | 11 de julio      | 11 de julio      |              |         | 12 de julio      | 12 de julio      | 12 de julio      |  |              | 14 de julio  | 14 de julio | 14 de julio |              |              | 15 de julio  | 15 de julio  | 15 de julio |  |
|  |                  |                  |                  |              |         |                  |                  |                  |  |              |              |             |             |              |              |              |              |             |  |
|  |                  |                  |                  |              |         |                  |                  |                  |  |              |              |             |             |              |              |              |              |             |  |
|  | A1               | Rusia            | 79               |              |         |                  |                  |                  |  |              |              |             |             |              |              |              |              |             |  |
|  | A1               | Rusia            | 79               |              |         |                  |                  |                  |  |              |              |             |             |              |              |              |              |             |  |
|  | B4               | Suecia TE        | 84               |              |         |                  |                  |                  |  |              |              |             |             |              |              |              |              |             |  |
|  | B4               | Suecia TE        | 84               |              | Suecia  | Suecia           | 66               |                  |  |              |              |             |             |              |              |              |              |             |  |
|  |                  |                  |                  |              | Suecia  | Suecia           | 66               |                  |  |              |              |             |             |              |              |              |              |             |  |
|  |                  |                  | Países Bajos     | Países Bajos | 74      |                  |                  |                  |  |              |              |             |             |              |              |              |              |             |  |
|  | C2               | Letonia          | Países Bajos     | Países Bajos | 74      | 73               |                  |                  |  |              |              |             |             |              |              |              |              |             |  |
|  | C2               | Letonia          |                  |              |         |                  |                  |                  |  |              |              |             |             |              |              |              |              |             |  |
|  | D3               | Países Bajos     | 77               |              |         |                  |                  |                  |  |              |              |             |             |              |              |              |              |             |  |
|  | D3               | Países Bajos     | 77               |              |         |                  |                  |                  |  | Países Bajos | Países Bajos | 52          |             |              |              |              |              |             |  |
|  |                  |                  |                  |              |         |                  |                  |                  |  | Países Bajos | Países Bajos | 52          |             |              |              |              |              |             |  |
|  |                  |                  | España           | España       | 64      |                  |                  |                  |  |              |              |             |             |              |              |              |              |             |  |
|  | B2               | Francia          | España           | España       | 64      | 68               |                  |                  |  |              |              |             |             |              |              |              |              |             |  |
|  | B2               | Francia          |                  |              |         |                  |                  |                  |  |              |              |             |             |              |              |              |              |             |  |
|  | A3               | Alemania         | 66               |              |         |                  |                  |                  |  |              |              |             |             |              |              |              |              |             |  |
|  | A3               | Alemania         | 66               |              | Francia | Francia          | 50               |                  |  |              |              |             |             |              |              |              |              |             |  |
|  |                  |                  |                  |              | Francia | Francia          | 50               |                  |  |              |              |             |             |              |              |              |              |             |  |
|  |                  |                  | España           | España       | 51      |                  |                  |                  |  |              |              |             |             |              |              |              |              |             |  |
|  | D1               | España           | España           | España       | 51      | 93               |                  |                  |  |              |              |             |             |              |              |              |              |             |  |
|  | D1               | España           |                  |              |         |                  |                  |                  |  |              |              |             |             |              |              |              |              |             |  |
|  | C4               | Croacia          | 41               |              |         |                  |                  |                  |  |              |              |             |             |              |              |              |              |             |  |
|  | C4               | Croacia          | 41               |              |         |                  |                  |                  |  |              |              |             |             |              | España       | España       | 69           |             |  |
|  |                  |                  |                  |              |         |                  |                  |                  |  |              |              |             |             |              | España       | España       | 69           |             |  |
|  |                  |                  | Serbia           | Serbia       | 50      |                  |                  |                  |  |              |              |             |             |              |              |              |              |             |  |
|  | A2               | Serbia           | Serbia           | Serbia       | 50      | 100              |                  |                  |  |              |              |             |             |              |              |              |              |             |  |
|  | A2               | Serbia           |                  |              |         |                  |                  |                  |  |              |              |             |             |              |              |              |              |             |  |
|  | B3               | Eslovaquia       | 61               |              |         |                  |                  |                  |  |              |              |             |             |              |              |              |              |             |  |
|  | B3               | Eslovaquia       | 61               |              | Serbia  | Serbia           | 73               |                  |  |              |              |             |             |              |              |              |              |             |  |
|  |                  |                  |                  |              | Serbia  | Serbia           | 73               |                  |  |              |              |             |             |              |              |              |              |             |  |
|  |                  |                  | Hungría          | Hungría      | 61      |                  |                  |                  |  |              |              |             |             |              |              |              |              |             |  |
|  | C1               | Hungría          | Hungría          | Hungría      | 61      | 66               |                  |                  |  |              |              |             |             |              |              |              |              |             |  |
|  | C1               | Hungría          |                  |              |         |                  |                  |                  |  |              |              |             |             |              |              |              |              |             |  |
|  | D4               | Bélgica          | 48               |              |         |                  |                  |                  |  |              |              |             |             |              |              |              |              |             |  |
|  | D4               | Bélgica          | 48               |              |         |                  |                  |                  |  | Serbia TE    | Serbia TE    | 64          |             |              |              |              |              |             |  |
|  |                  |                  |                  |              |         |                  |                  |                  |  | Serbia TE    | Serbia TE    | 64          |             |              |              |              |              |             |  |
|  |                  |                  | Italia           | Italia       | 58      |                  |                  |                  |  |              |              |             |             |              |              |              |              |             |  |
|  | B1               | Italia           | Italia           | Italia       | 58      | 73               |                  |                  |  |              |              |             |             |              |              |              |              |             |  |
|  | B1               | Italia           |                  |              |         |                  |                  |                  |  |              |              |             |             |              |              |              |              |             |  |
|  | A4               | Eslovenia        | 64               |              |         |                  |                  |                  |  |              |              |             |             |              |              |              |              |             |  |
|  | A4               | Eslovenia        | 64               |              | Italia  | Italia           | 70               |                  |  |              |              |             |             |              | Tercer lugar | Tercer lugar | Tercer lugar |             |  |
|  |                  |                  |                  |              | Italia  | Italia           | 70               |                  |  |              |              |             |             |              | Tercer lugar | Tercer lugar | Tercer lugar |             |  |
|  |                  |                  | Portugal         | Portugal     | 42      |                  |                  |                  |  |              |              |             |             |              |              |              |              |             |  |
|  | D2               | Portugal         | Portugal         | Portugal     | 42      | 61               |                  |                  |  |              |              |             |             | Países Bajos | Países Bajos | 65           |              |             |  |
|  | D2               | Portugal         |                  |              |         |                  |                  |                  |  |              |              |             |             | Países Bajos | Países Bajos | 65           |              |             |  |
|  | C3               | Polonia          | 46               |              |         |                  |                  |                  |  |              |              |             |             |              |              | Italia       | Italia       | 60          |  |
|  | C3               | Polonia          | 46               |              |         |                  |                  |                  |  |              |              |             |             |              |              | Italia       | Italia       | 60          |  |
|  |                  |                  |                  |              |         |                  |                  |                  |  |              |              |             |             |              |              |              |              |             |  |

### Octavos de final
| 11 de julio | Letonia                                                      | 73–77                                 | Países Bajos                                                     | Sopron |  |
| 13:00       | Parciales: 20–21, 15–20, 20–14, 18–22                        | Parciales: 20–21, 15–20, 20–14, 18–22 | Parciales: 20–21, 15–20, 20–14, 18–22                            | |  |
|             | Estadísticas Strautmane 22 Strautmane 9 Pavelsone 4 Gulbe 29 | Reporte Pts Reb Asts Val              | Estadísticas 12 Hordijk 9 Driessen 3 Kuijt, Westerik 18 Driessen | Pabellón: Aréna Sopron Asistencia: 50 espectadores Árbitros: Marion Ortis Marko Vuckovic Aleksandar Milojevic |  |

| 11 de julio | Portugal                                              | 61–46                                | Polonia                                                         | Sopron |  |
| 13:30       | Parciales: 18–12, 12–12, 15–9, 16–13                  | Parciales: 18–12, 12–12, 15–9, 16–13 | Parciales: 18–12, 12–12, 15–9, 16–13                            | |  |
|             | Estadísticas Jordão 17 Jordão 15 Serranho 4 Jordão 27 | Reporte Pts Reb Asts Val             | Estadísticas 11 Jaworska 8 Niedźwiedzka 4 Niemojewska 9 Wdowiuk | Pabellón: Aréna Sopron Asistencia: 50 espectadores Árbitros: Piotr Ivashok Jelena Tomic Milosav Kaluđerović |  |

| 11 de julio | Rusia                                                | 79–84 TE                                          | Suecia                                                        | Sopron |  |
| 15:15       | Parciales: 19–27, 17–15, 24–22, 12–8 (T.E.: 7–12)    | Parciales: 19–27, 17–15, 24–22, 12–8 (T.E.: 7–12) | Parciales: 19–27, 17–15, 24–22, 12–8 (T.E.: 7–12)             | |  |
|             | Estadísticas Zavialova 24 Zaitceva 11 Ogun 6 Ogun 23 | Reporte Pts Reb Asts Val                          | Estadísticas 25 Uhstrom 9 Lundquist 11 Lundquist 27 Lundquist | Pabellón: Aréna Sopron Asistencia: 100 espectadores Árbitros: Esperanza Mendoza Tamás Földhazi Michał Proc |  |

| 11 de julio | Italia                                               | 73–64                                 | Eslovenia                                                | Sopron                                                                                               |  |
| 15:45       | Parciales: 15–22, 18–15, 24–11, 16–16                | Parciales: 15–22, 18–15, 24–11, 16–16 | Parciales: 15–22, 18–15, 24–11, 16–16                    | |  |
|             | Estadísticas Fassina 18 Cubaj 14 Togliani 6 Cubaj 24 | Reporte Pts Reb Asts Val              | Estadísticas 12 Jesenšek 8 Goršič 5 Cvijanovič 15 Bubnič | Pabellón: Aréna Sopron Asistencia: 120 espectadores Árbitros: Martin van Hoye Kerem Baki Mila Čavara |  |

| 11 de julio | Francia                                                                | 68–66                                | Alemania                                                            | Sopron |  |
| 17:30       | Parciales: 19–27, 10–12, 25–7, 14–20                                   | Parciales: 19–27, 10–12, 25–7, 14–20 | Parciales: 19–27, 10–12, 25–7, 14–20                                | |  |
|             | Estadísticas Pouye 17 Sissoko, Djekoundade 7 Sissoko, Pouye 3 Pouye 15 | Reporte Pts Reb Asts Val             | Estadísticas 22 Sabally 7 Sabally, Klug 3 tres jugadoras 18 Sabally | Pabellón: Aréna Sopron Asistencia: 100 espectadores Árbitros: Alessandro Perciavalle Andris Aunkrogers Jelena Smiljanic |  |

| 11 de julio | Hungría                                                   | 66–48                                | Bélgica                                          | Sopron |  |
| 18:00       | Parciales: 23–10, 14–9, 19–15, 10–14                      | Parciales: 23–10, 14–9, 19–15, 10–14 | Parciales: 23–10, 14–9, 19–15, 10–14             | |  |
|             | Estadísticas Czukor 17 Kiss 17 tres jugadoras 4 Czukor 20 | Reporte Pts Reb Asts Val             | Estadísticas 12 Devos 7 Devos 5 de Leyn 12 Devos | Pabellón: Aréna Sopron Asistencia: 700 espectadores Árbitros: Micaela Prado Alfred Jovovic Vladimir Jevtovic |  |

| 11 de julio | España                                                  | 93–41                                | Croacia                                                        | Sopron |  |
| 19:45       | Parciales:' 17–14, 22–9, 28–12, 26–6                    | Parciales:' 17–14, 22–9, 28–12, 26–6 | Parciales:' 17–14, 22–9, 28–12, 26–6                           | |  |
|             | Estadísticas Pendande 14 Cáceres 9 Mbulito 4 Cáceres 16 | Reporte Pts Reb Asts Val             | Estadísticas 9 Pavić 5 Silov, Pavić 3 Marić, Šimunić 7 Šimunić | Pabellón: Aréna Sopron Asistencia: 50 espectadores Árbitros: Bernard Vassallo Elena Chernova Ciprian Stoica |  |

| 11 de julio | Serbia                                                   | 100–61                                | Eslovaquia                                                        | Sopron |  |
| 20:15       | Parciales: 24–15, 20–19, 24–15, 32–12                    | Parciales: 24–15, 20–19, 24–15, 32–12 | Parciales: 24–15, 20–19, 24–15, 32–12                             | |  |
|             | Estadísticas Raca 36 Đorđević, Raca 10 Katanić 8 Raca 43 | Reporte Pts Reb Asts Val              | Estadísticas 16 Kováčiková 7 Gajdošová 5 Kováčiková 12 Kováčiková | Pabellón: Aréna Sopron Asistencia: 100 espectadores Árbitros: Bert van Slooten Aliaksandr Syrytsa Sonia Teixeira |  |

### Cuadro por el 9.º-16.º lugar
|  | Partido 13.er lugar | Partido 13.er lugar |             |       | Semifinales 13.er-16.º | Semifinales 13.er-16.º |             |             | Cuartos de final 9.º-16.º | Cuartos de final 9.º-16.º |         |         | Semifinales 9.º-12.º | Semifinales 9.º-12.º |  |  | Partido 9.º. lugar | Partido 9.º. lugar |
|  |                     |                     |             |       |                        |                        |             |             |                           |                           |         |         |                      |                      |  |  |                    |                    |
|  |                     |                     |             |       |                        |                        |             |             | 12 de julio               |                           |         |         |                      |                      |  |  |                    |                    |
|  |                     |                     |             |       |                        |                        |             |             |                           |                           |         |         |                      |                      |  |  |                    |                    |
|  | 15 de julio         | 15 de julio         |             |       | 14 de julio            | 14 de julio            |             |             | Rusia                     | 74                        |         |         | 14 de julio          | 14 de julio          |  |  | 15 de julio        | 15 de julio        |
|  | 15 de julio         | 15 de julio         |             |       | 14 de julio            | 14 de julio            |             |             | Rusia                     | 74                        |         |         | 14 de julio          | 14 de julio          |  |  | 15 de julio        | 15 de julio        |
|  | 15 de julio         | 15 de julio         |             |       | 14 de julio            | 14 de julio            | Letonia     | 75          |                           |                           |         |         | 14 de julio          | 14 de julio          |  |  | 15 de julio        | 15 de julio        |
|  | 15 de julio         | 15 de julio         |             | Rusia | 97                     |                        | Letonia     | 75          |                           |                           |         | Letonia | 57                   |                      |  |  | 15 de julio        | 15 de julio        |
|  | 15 de julio         | 15 de julio         | 12 de julio | Rusia | 97                     |                        |             |             |                           |                           |         | Letonia | 57                   |                      |  |  | 15 de julio        | 15 de julio        |
|  | 15 de julio         | 15 de julio         |             |       | Croacia                | 51                     |             |             | Alemania                  | 70                        |         |         |                      |                      |  |  | 15 de julio        | 15 de julio        |
|  | 15 de julio         | 15 de julio         | Alemania    | 79    | Croacia                | 51                     |             |             | Alemania                  | 70                        |         |         |                      |                      |  |  | 15 de julio        | 15 de julio        |
|  | 15 de julio         | 15 de julio         | Alemania    | 79    |                        |                        |             |             |                           |                           |         |         |                      |                      |  |  | 15 de julio        | 15 de julio        |
|  | 15 de julio         | 15 de julio         |             |       | Croacia                | 59                     |             |             |                           |                           |         |         |                      |                      |  |  | 15 de julio        | 15 de julio        |
|  | Rusia               | 86                  |             |       | Croacia                | 59                     | Alemania    | 75          |                           |                           |         |         |                      |                      |  |  |                    |                    |
|  | Rusia               | 86                  | 12 de julio |       |                        |                        | Alemania    | 75          |                           |                           |         |         |                      |                      |  |  |                    |                    |
|  | Eslovenia           | 71                  |             |       | Bélgica                | 58                     |             |             |                           |                           |         |         |                      |                      |  |  |                    |                    |
|  | Eslovenia           | 71                  | Eslovaquia  | 51    | Bélgica                | 58                     |             |             |                           |                           |         |         |                      |                      |  |  |                    |                    |
|  |                     |                     | Eslovaquia  | 51    | 14 de julio            | 14 de julio            | 14 de julio | 14 de julio |                           |                           |         |         |                      |                      |  |  |                    |                    |
|  |                     |                     | Bélgica     | 66    | 14 de julio            | 14 de julio            | 14 de julio | 14 de julio |                           |                           |         |         |                      |                      |  |  |                    |                    |
|  | Partido 15.º lugar  | Partido 15.º lugar  | Bélgica     | 66    | Eslovaquia             | 57                     |             |             |                           |                           | Bélgica | 79      | Partido 11.º lugar   | Partido 11.º lugar   |  |  |                    |                    |
|  | Partido 15.º lugar  | Partido 15.º lugar  | 12 de julio |       | Eslovaquia             | 57                     |             |             |                           |                           | Bélgica | 79      | Partido 11.º lugar   | Partido 11.º lugar   |  |  |                    |                    |
|  | 15 de julio         | 15 de julio         |             |       | Eslovenia              | 84                     |             |             | Polonia                   | 72                        |         |         | 15 de julio          | 15 de julio          |  |  |                    |                    |
|  | Croacia             | 52                  | Eslovenia   | 77    | Eslovenia              | 84                     | Letonia     | 71          | Polonia                   | 72                        |         |         |                      |                      |  |  |                    |                    |
|  | Croacia             | 52                  | Eslovenia   | 77    |                        |                        | Letonia     | 71          |                           |                           |         |         |                      |                      |  |  |                    |                    |
|  | Eslovaquia          | 68                  |             |       | Polonia TE             | 81                     |             |             | Polonia                   | 57                        |         |         |                      |                      |  |  |                    |                    |

#### Cuartos de final del 9º–16º lugar
| 12 de julio | Rusia                                                       | 74–75                                 | Letonia                                             | Sopron |  |
| 13:00       | Parciales: 16–28, 22–18, 14–14, 22–15                       | Parciales: 16–28, 22–18, 14–14, 22–15 | Parciales: 16–28, 22–18, 14–14, 22–15               | |  |
|             | Estadísticas Zavialova 19 Cheren 8 Repnikova 4 Zavialova 19 | Reporte Pts Reb Asts Val              | Estadísticas 23 Gulbe 12 Gulbe 6 Pavelsone 27 Gulbe | Pabellón: Aréna Sopron Asistencia: 50 espectadores Árbitros: Jelena Tomic Támas Földhazi Milosav Kaluđerović |  |

| 12 de julio | Eslovenia                                                        | 77–81 TE                                         | Polonia                                                   | Sopron |  |
| 15:15       | Parciales: 23–14, 14–9, 18–27, 17–22 (T.E.: 5–9)                 | Parciales: 23–14, 14–9, 18–27, 17–22 (T.E.: 5–9) | Parciales: 23–14, 14–9, 18–27, 17–22 (T.E.: 5–9)          | |  |
|             | Estadísticas Friškovec 19 cuatro jugadoras 6 Krošelj 6 Goršič 18 | Reporte Pts Reb Asts Val                         | Estadísticas 26 Jaworska 8 Niełacna 4 Grabska 26 Niełacna | Pabellón: Aréna Sopron Asistencia: 50 espectadores Árbitros: Piotr Ivashok Alessandro Perciavalle Marion Ortis |  |

| 12 de julio | Alemania                                                         | 79–59                                | Croacia                                                   | Sopron |  |
| 17:30       | Parciales: 28–16, 18–17, 23–9, 10–17                             | Parciales: 28–16, 18–17, 23–9, 10–17 | Parciales: 28–16, 18–17, 23–9, 10–17                      | |  |
|             | Estadísticas Simon, Lappenküper 16 Klug 8 Lappenküper 4 Simon 23 | Reporte Pts Reb Asts Val             | Estadísticas 19 Marić 6 Šimunić, Galić 8 Erjavec 23 Marić | Pabellón: Aréna Sopron Asistencia: 50 espectadores Árbitros: Martin van Hoye Elena Chernova Bert van Slooten |  |

| 12 de julio | Eslovaquia                                                                  | 51–66                               | Bélgica                                                                    | Sopron |  |
| 19:45       | Parciales: 7–26, 19–14, 18–14, 7–12                                         | Parciales: 7–26, 19–14, 18–14, 7–12 | Parciales: 7–26, 19–14, 18–14, 7–12                                        | |  |
|             | Estadísticas Kováčiková 19 Kováčiková 14 Drobná, Kováčiková 3 Kováčiková 29 | Reporte Pts Reb Asts Val            | Estadísticas 31 Résimont 10 Résimont, Bremer 3 Ramette, Bremer 29 Résimont | Pabellón: Aréna Sopron Asistencia: 50 espectadores Árbitros: Sonia Teixeira Marko Vuckovic Bernard Vassallo |  |

#### Semifinales del 13º–16º lugar
| 14 de julio | Rusia                                                                       | 97–51                                | Croacia                                                      | Sopron |  |
| 13:00       | Parciales: 20–14, 24–6, 25–11, 28–20                                        | Parciales: 20–14, 24–6, 25–11, 28–20 | Parciales: 20–14, 24–6, 25–11, 28–20                         | |  |
|             | Estadísticas Oleynikova 20 Zaitceva 9 Oleynikova, Repnikova 7 Oleynikova 26 | Reporte Pts Reb Asts Val             | Estadísticas 13 Erjavec 7 Uzelac 3 Šimunić, Erjavec 9 Uzelac | Pabellón: Aréna Sopron Asistencia: 50 espectadores Árbitros: Alessandro Perciavalle Martin van Hoye Marion Ortis |  |

| 14 de julio | Eslovaquia                                                                 | 57–84                                 | Eslovenia                                               | Sopron |  |
| 15:15       | Parciales: 17–28, 10–19, 17–17, 13–20                                      | Parciales: 17–28, 10–19, 17–17, 13–20 | Parciales: 17–28, 10–19, 17–17, 13–20                   | |  |
|             | Estadísticas Kováčiková 19 Drobná, Kováčiková 5 Kováčiková 6 Kováčiková 21 | Reporte Pts Reb Asts Val              | Estadísticas 26 Krošelj 7 Goršič 4 Friškovec 22 Krošelj | Pabellón: Aréna Sopron Asistencia: 100 espectadores Árbitros: Andris Aunkrogers Esperanza Mendoza Michał Proc |  |

#### Semifinales del 9º–12º lugar
| 14 de julio | Letonia                                             | 67–70                               | Alemania                                                          | Sopron |  |
| 17:30       | Parciales: 14–21, 3–26, 18–5, 32–18                 | Parciales: 14–21, 3–26, 18–5, 32–18 | Parciales: 14–21, 3–26, 18–5, 32–18                               | |  |
|             | Estadísticas Septe 19 Gulbe 8 Strautmane 4 Septe 20 | Reporte Pts Reb Asts Val            | Estadísticas 24 Sabally 9 Simon, Sabally 5 Lappenküper 29 Sabally | Pabellón: Aréna Sopron Asistencia: 100 espectadores Árbitros: Elena Chernova Bernard Vassallo Ciprian Stoica |  |

| 14 de julio | Bélgica                                             | 79–72                                 | Polonia                                                                        | Sopron |  |
| 19:45       | Parciales: 21–12, 14–22, 24–18, 20–20               | Parciales: 21–12, 14–22, 24–18, 20–20 | Parciales: 21–12, 14–22, 24–18, 20–20                                          | |  |
|             | Estadísticas Devos 19 Résimont 6 Ramette 6 Devos 19 | Reporte Pts Reb Asts Val              | Estadísticas 27 Niełacna 5 Niemojewska, Niedźwiedzka 6 Niemojewska 24 Niełacna | Pabellón: Aréna Sopron Asistencia: 50 espectadores Árbitros: Jelena Smiljanic Piotr Ivashok Bert van Slooten |  |

#### Partido por el 15º lugar
| 15 de julio | Croacia                                                  | 52–68                                | Eslovaquia                                                        | Sopron |  |
| 11:00       | Parciales: 12–14, 20–24, 13–17, 7–13                     | Parciales: 12–14, 20–24, 13–17, 7–13 | Parciales: 12–14, 20–24, 13–17, 7–13                              | |  |
|             | Estadísticas Silov 14 Marić 12 Erjavec 4 Marić, Silov 12 | Reporte Pts Reb Asts Val             | Estadísticas 18 Svetlikova 6 Gajdošová 9 Kováčiková 26 Kováčiková | Pabellón: Aréna Sopron Asistencia: 50 espectadores Árbitros: Marko Vuckovic Milosav Kaluđerović Marion Ortis |  |

#### Partido por el 13º lugar
| 15 de julio | Rusia                                                         | 86–71                                | Eslovenia                                                               | Sopron                                                                                                 |  |
| 15:45       | Parciales: 19–23, 34–8, 17–25, 16–15                          | Parciales: 19–23, 34–8, 17–25, 16–15 | Parciales: 19–23, 34–8, 17–25, 16–15                                    | |  |
|             | Estadísticas Oleynikova 22 Zotkina 14 Oleynikova 5 Zotkina 29 | Reporte Pts Reb Asts Val             | Estadísticas 21 Friškovec 4 Krošelj, Friškovec 5 Friškovec 23 Friškovec | Pabellón: Aréna Sopron Asistencia: 200 espectadores Árbitros: Kerem Baki Támas Földhazi Sonia Teixeira |  |

#### Partido por el 11º lugar
| 15 de julio | Letonia                                                             | 71–57                                 | Polonia                                                                              | Sopron |  |
| 15:30       | Parciales: 19–14, 20–13, 14–20, 18–10                               | Parciales: 19–14, 20–13, 14–20, 18–10 | Parciales: 19–14, 20–13, 14–20, 18–10                                                | |  |
|             | Estadísticas Strautmane 15 Strautmane 14 Strautmane 8 Strautmane 24 | Reporte Pts Reb Asts Val              | Estadísticas 18 Niełacna 8 Niemojewska, Niełacna 4 Niemojewska, Jaworska 14 Niełacna | Pabellón: Aréna Sopron Asistencia: 50 espectadores Árbitros: Jelena Smiljanic Aliaksandr Syrytsa Bert van Slooten |  |

#### Partido por el 9º lugar
| 15 de julio | Alemania                                             | 75–58                               | Bélgica                                                   | Sopron |  |
| 17:45       | Parciales: 18–23, 14–9, 23–19, 20–7                  | Parciales: 18–23, 14–9, 23–19, 20–7 | Parciales: 18–23, 14–9, 23–19, 20–7                       | |  |
|             | Estadísticas Klug 18 Simon 13 Lappenküper 6 Simon 26 | Reporte Pts Reb Asts Val            | Estadísticas 12 Descamps, Bremer 7 Devos 7 Devos 12 Devos | Pabellón: Aréna Sopron Asistencia: 100 espectadores Árbitros: Elena Chernova Bernard Vassallo Ciprian Stoica |  |

### Cuadro por el 5º-8º lugar
|  | Semifinales 5º-8º | Semifinales 5º-8º |         |         | Partido 5º lugar | Partido 5º lugar |  |
|  | 14 de julio       | 14 de julio       |         |         | 16 de julio      | 16 de julio      |  |
|  |                   |                   |         |         |                  |                  |  |
|  |                   |                   |         |         |                  |                  |  |
|  | Suecia            | 60                |         |         |                  |                  |  |
|  | Suecia            | 60                |         |         |                  |                  |  |
|  | Francia           | 93                |         |         |                  |                  |  |
|  | Francia           | 93                |         | Francia | 58               |                  |  |
|  |                   |                   |         | Francia | 58               |                  |  |
|  |                   |                   | Hungría | 61      |                  |                  |  |
|  | Hungría           | 72                | Hungría | 61      |                  |                  |  |
|  | Hungría           | 72                |         |         |                  |                  |  |
|  | Portugal          | 55                |         |         | Partido 7º lugar | Partido 7º lugar |  |
|  | Portugal          | 55                |         |         | Partido 7º lugar | Partido 7º lugar |  |
|  |                   |                   |         |         |                  |                  |  |
|  |                   |                   |         |         | Suecia           | 47               |  |
|  |                   |                   |         |         | Suecia           | 47               |  |
|  |                   |                   |         |         | Portugal         | 71               |  |
|  |                   |                   |         |         | Portugal         | 71               |  |
|  |                   |                   |         |         |                  |                  |  |

#### Semifinales del 5º–8º lugar
| 14 de julio | Suecia                                                      | 60–93                                 | Francia                                             | Sopron |  |
| 13:30       | Parciales: 19–25, 15–23, 16–30, 10–15                       | Parciales: 19–25, 15–23, 16–30, 10–15 | Parciales: 19–25, 15–23, 16–30, 10–15               | |  |
|             | Estadísticas Dahl 15 Lundquist, Hahne 5 Lundquist 7 Dahl 14 | Reporte Pts Reb Asts Val              | Estadísticas 19 Tahane 7 Sissoko 6 Tahane 24 Tahane | Pabellón: Aréna Sopron Asistencia: 100 espectadores Árbitros: Alfred Jovovic Vladimir Jevtovic Micaela Prado |  |

| 14 de julio | Hungría                                          | 72–55                                 | Portugal                                                       | Sopron |  |
| 15:45       | Parciales: 14–13, 22–17, 21–14, 15–11            | Parciales: 14–13, 22–17, 21–14, 15–11 | Parciales: 14–13, 22–17, 21–14, 15–11                          | |  |
|             | Estadísticas Torok 17 Mérész 9 Studer 7 Torok 19 | Reporte Pts Reb Asts Val              | Estadísticas 16 Rodrigues 9 Rodrigues 3 Rodrigues 10 Rodrigues | Pabellón: Aréna Sopron Asistencia: 200 espectadores Árbitros: Aleksandar Milojevic Milosav Kaluđerović Mila Čavara |  |

#### Partido por el 7º lugar
| 16 de julio | Suecia                                                             | 47–71                                | Portugal                                                        | Sopron |  |
| 13:15       | Parciales: 16–13, 12–21, 14–22, 5–15                               | Parciales: 16–13, 12–21, 14–22, 5–15 | Parciales: 16–13, 12–21, 14–22, 5–15                            | |  |
|             | Estadísticas Haegerstrand 10 Lundquist 10 Lundquist 6 Lundquist 12 | Reporte Pts Reb Asts Val             | Estadísticas 21 Jordão 7 Santos 4 Rodrigues, Serranho 19 Jordão | Pabellón: Aréna Sopron Asistencia: 50 espectadores Árbitros: Jelena Tomic Alessandro Perciavalle Micaela Prado |  |

#### Partido por el 5º lugar
| 16 de julio | Francia                                                           | 58–61                                | Hungría                                       | Sopron                                                                                                  |  |
| 13:30       | Parciales: 24–17, 14–14, 13–10, 7–20                              | Parciales: 24–17, 14–14, 13–10, 7–20 | Parciales: 24–17, 14–14, 13–10, 7–20          | |  |
|             | Estadísticas Sissoko 13 Djaldi-Tabdi 18 Sissoko 5 Djaldi-Tabdi 29 | Reporte Pts Reb Asts Val             | Estadísticas 18 Kiss 18 Kiss 9 Studer 21 Kiss | Pabellón: Aréna Sopron Asistencia: 400 espectadores Árbitros: Alfred Jovovic Mila Čavara Piotr Ivashkov |  |

### Fase final

#### Cuartos de final
| 12 de julio | Suecia                                                         | 66–74                                | Países Bajos                                                          | Sopron                                                        |  |
| 13:30       | Parciales: 21–22, 12–20, 9–13, 24–19                           | Parciales: 21–22, 12–20, 9–13, 24–19 | Parciales: 21–22, 12–20, 9–13, 24–19                                  |                                                               |  |
|             | Estadísticas Lundquist 16 Lundquist 7 Lundquist 7 Lundquist 22 | Reporte Pts Reb Asts Val             | Estadísticas 16 Driessen, Westerik 11 Westerik 6 Driessen 25 Driessen | Pabellón: Aréna Sopron Asistencia: 100 espectadores Árbitros: |  |

| 12 de julio | Francia                                                  | 50–51                                | España                                                     | Sopron |  |
| 15:45       | Parciales: 15–4, 13–18, 10–12, 12–17                     | Parciales: 15–4, 13–18, 10–12, 12–17 | Parciales: 15–4, 13–18, 10–12, 12–17                       | |  |
|             | Estadísticas Pouye 15 Djaldi-Tabdi 15 Sissoko 3 Pouye 14 | Reporte Pts Reb Asts Val             | Estadísticas 14 Ayuso 12 Mbulito 3 Ginzo 14 Ayuso, Mbulito | Pabellón: Aréna Sopron Asistencia: 300 espectadores Árbitros: Alfred Jovovic Aleksandar Milojevic Jelena Smiljanic |  |

| 12 de julio | Serbia                                                | 73–61                                | Hungría                                            | Sopron                                                        |  |
| 18:00       | Parciales: 18–20, 15–20, 19–12, 21–9                  | Parciales: 18–20, 15–20, 19–12, 21–9 | Parciales: 18–20, 15–20, 19–12, 21–9               |                                                               |  |
|             | Estadísticas Raca 17 Katanić 10 Katanić 10 Katanić 20 | Reporte Pts Reb Asts Val             | Estadísticas 18 Gereben 9 Kiss 7 Studer 23 Gereben | Pabellón: Aréna Sopron Asistencia: 600 espectadores Árbitros: |  |

| 12 de julio | Italia                                           | 70–42                               | Portugal                                                            | Sopron |  |
| 20:15       | Parciales: 20–15, 16–8, 12–6, 22–13              | Parciales: 20–15, 16–8, 12–6, 22–13 | Parciales: 20–15, 16–8, 12–6, 22–13                                 | |  |
|             | Estadísticas Andrè 12 Andrè 15 Verona 4 Andrè 21 | Reporte Pts Reb Asts Val            | Estadísticas 9 Rodrigues, Serranho 8 Rodrigues 3 Rodrigues 9 Jordão | Pabellón: Aréna Sopron Asistencia: 100 espectadores Árbitros: Aliaksandr Syrytsa Ciprian Stoica Micaela Prado |  |

#### Semifinales
| 14 de julio | Serbia                                                                   | TE 64–58                                        | Italia                                                     | Sopron |  |
| 18:00       | Parciales: 18–16, 15–22, 8–6, 15–12 (T.E.: 8–2)                          | Parciales: 18–16, 15–22, 8–6, 15–12 (T.E.: 8–2) | Parciales: 18–16, 15–22, 8–6, 15–12 (T.E.: 8–2)            | |  |
|             | Estadísticas Turudic 15 Đorđević 10 Vujisić, Katanić 4 tres jugadoras 12 | Reporte Pts Reb Asts Val                        | Estadísticas 11 Fassina, Andrè 12 Cubaj 4 Fassina 15 Andrè | Pabellón: Aréna Sopron Asistencia: 300 espectadores Árbitros: Aliaksandr Syrytsa Kerem Baki Sonia Teixeira |  |

| 14 de julio | Países Bajos                                           | 52–64                               | España                                               | Sopron                                                                                                   |  |
| 20:15       | Parciales: 6–11, 8–14, 20–19, 18–20                    | Parciales: 6–11, 8–14, 20–19, 18–20 | Parciales: 6–11, 8–14, 20–19, 18–20                  | |  |
|             | Estadísticas Westerik 14 Droste 12 Kuijt 5 Westerik 13 | Reporte Pts Reb Asts Val            | Estadísticas 14 Sole 12 Cáceres 3 Mbulito 13 Cáceres | Pabellón: Aréna Sopron Asistencia: 200 espectadores Árbitros: Marko Vuckovic Jelena Tomic Támas Földhazi |  |

#### Partido por la medalla de bronce
| 15 de julio | Países Bajos                                              | 65–60                    | Italia                                          | Sopron |  |
| 18:00       | Parciales: –, –, –, –                                     | Parciales: –, –, –, –    | Parciales: –, –, –, –                           | |  |
|             | Estadísticas Westerik 24 Westerik 10 Hordijk7 Westerik 26 | Reporte Pts Reb Asts Val | Estadísticas 14 Cubaj 9 Cubaj 5 Verona 15 Cubaj | Pabellón: Aréna Sopron Asistencia: 150 espectadores Árbitros: Aleksandar Milojevic Vladimir Jevtovic Esperanza Mendoza |  |

#### Final
| 15 de julio | España                                                     | 69–50                               | Serbia                                            | Sopron |  |
| 20:15       | Parciales: 17–6, 19–5, 15–12, 18–27                        | Parciales: 17–6, 19–5, 15–12, 18–27 | Parciales: 17–6, 19–5, 15–12, 18–27               | |  |
|             | Estadísticas Mbulito 21 Mbulito 12 Ariztimuño 3 Mbulito 29 | Reporte Pts Reb Asts Val            | Estadísticas 14 Raca 10 Turudic 5 Katanić 13 Raca | Pabellón: Aréna Sopron Asistencia: 1000 espectadores Árbitros: Andris Aunkrogers Michał Proc Martin van Hoye |  |

| Bandera de España         |
| Campeón España 8.º título |

## Medallero
| Serbia | España | Países Bajos |
| Nevena Vučković Ivana Raca Marija Stojanović Milica Bojović Tamara Jovančević Ivana Katanić Marijana Zukanović Nevena Naumčev Mina Đorđević Teodora Turudić Vladana Vujisić Lara Radulović | Irati Etxarri Maria Eraunzetamurgil Paula Ginzo Iris Mbulito Naira Cáceres María Barneda Sara Iparragirre Laura Peña Laia Sole Aina Ayuso Lola Pendande Itziar Ariztimuño | Laura Westerik Yfke Hoek Ilse Kuijt Noelle Droste Noor Driessen Katoo Koenen Lynn Tamis Milou Vennema Famke Hermans Rosalie Aandewiel Julia Jorritsma Mia Hordijk |

## Clasificación final
– Desciende a la División B. 
| Pos.              | Equipo       | Pts | G-P | PF  | PC  | Dif. |
| ----------------- | ------------ | --- | --- | --- | --- | ---- |
| Medalla de oro    | España       | 14  | 7–0 | 490 | 327 | +163 |
| Medalla de plata  | Serbia       | 12  | 5–2 | 493 | 453 | +40  |
| Medalla de bronce | Países Bajos | 11  | 4–3 | 467 | 466 | +1   |
| 4º                | Italia       | 12  | 5–2 | 461 | 383 | +78  |
| 5º                | Hungría      | 13  | 6–1 | 468 | 372 | +96  |
| 6º                | Francia      | 11  | 4–3 | 477 | 392 | +85  |
| 7º                | Portugal     | 11  | 4–3 | 410 | 408 | +2   |
| 8º                | Suecia       | 8   | 1–6 | 403 | 527 | -124 |
| 9º                | Alemania     | 11  | 4–3 | 503 | 450 | +53  |
| 10º               | Bélgica      | 9   | 2–5 | 401 | 497 | -96  |
| 11º               | Letonia      | 11  | 4–3 | 468 | 466 | +2   |
| 12º               | Polonia      | 9   | 2–5 | 441 | 498 | -57  |
| 13º               | Rusia        | 11  | 4–3 | 554 | 495 | +59  |
| 14º               | Eslovenia    | 9   | 2–5 | 510 | 522 | -12  |
| 15º               | Eslovaquia   | 9   | 2–5 | 383 | 490 | -107 |
| 16º               | Croacia      | 7   | 0–7 | 398 | 581 | -183 |

### Premios
| Quinteto ideal                                                   |
| ---------------------------------------------------------------- |
| Iris Junio Ivana Raca Ivana Katanić Laura Westerik Satou Sabally |
| MVP: Iris Junio                                                  |